# Улавун
Улавун (англ. Ulawun) — базальтовий і андезитовий стратовулкан, розташований на острові Нова Британія (Папуа Нова Гвінея), приблизно за 130 км на північний захід від міста Рабаул. Висота вулкана становить 2334 м, що робить його найвищою точкою  архіпелагу Бісмарка.

## Географія

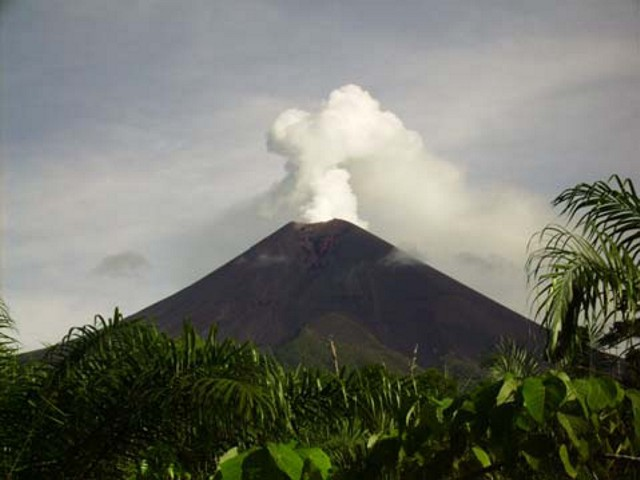
Вулкан Улавун

Значна частина вулкана покрита рослинністю, тим не менше на висоті понад 1000 м вона відсутня. Другорядні  вулканічні конуси знаходяться на північно-західній і східній сторонах.
Улавун є одним з найбільш активних вулканів Папуа Нової Гвінеї. Його перше зареєстроване виверження відбулося в 1700 р., коли повз остров Нової Британії пропливав британський мандрівник Вільям Дампір. Наступне виверження відбулося тільки в 1915 році, коли поселення Торіу, розташоване приблизно, за 50 км на північний схід від Улавуна, було накрите шаром попелу в 10 см. Всього з початку XVIII ст. сталося 45 зареєстрованих вулканічних виверження, останнє з яких відбулося 26 червня — 5 жовтня 2019 року.